# Tết Trung thu
Tết Trung thu còn được gọi là Tết trông Trăng hay Tết hoa đăng theo Âm lịch là ngày Rằm tháng 8 hằng năm, là một lễ hội truyền thống được kỉ niệm ở văn hóa của Việt Nam. Một văn hoá lâu đời mà chưa rõ nguồn gốc, nhiều người tin rằng nó bắt nguồn từ Trung Quốc nhưng đến hiện tại đã phát triển thành ngày trẻ em của Việt Nam. Vào ngày lễ này, các gia đình thường ăn bánh nướng, bánh dẻo, uống trà hoặc rượu, trẻ em thì đeo mặt nạ, rước đèn lồng. Cúng rằm cũng là một hoạt động trong ngày lễ này.
Lễ hội Trung Thu có lịch sử hơn 3.000 năm, được tổ chức vào ngày 15 tháng 8 âm lịch của lịch Mặt Trăng, khi trăng tròn vào ban đêm, tương ứng với giữa tháng 9 đến đầu tháng 10 trong lịch Gregory. Vào ngày này, người Trung Quốc tin rằng Mặt trăng sáng nhất và tròn nhất, trùng với thời điểm thu hoạch giữa mùa Thu.
Những lồng đèn với mọi kích cỡ và hình dạng tượng trưng cho ánh sáng chỉ dẫn con đường của con người đến sự thịnh vượng và may mắn. Bánh trung thu là loại bánh ngọt thường được làm từ nhân đậu đỏ, lòng đỏ trứng gà, thịt hoặc nhân sen, và thường được ăn trong lễ hội này. Lễ hội Trung Thu dựa trên truyền thuyết về Hằng Nga, nữ thần Mặt trăng trong thần thoại Trung Quốc.
Các lễ tương tự được tổ chức ở các quốc gia Đông Á và Đông Nam Á như Trung Quốc, Việt Nam, Nhật Bản, Triều Tiên, Đài Loan, Singapore...

## Tết Trung thu tại Việt Nam

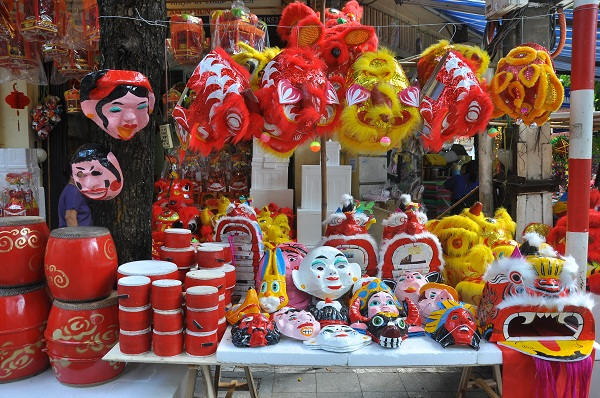
Đồ chơi Trung thu

### Múa lân

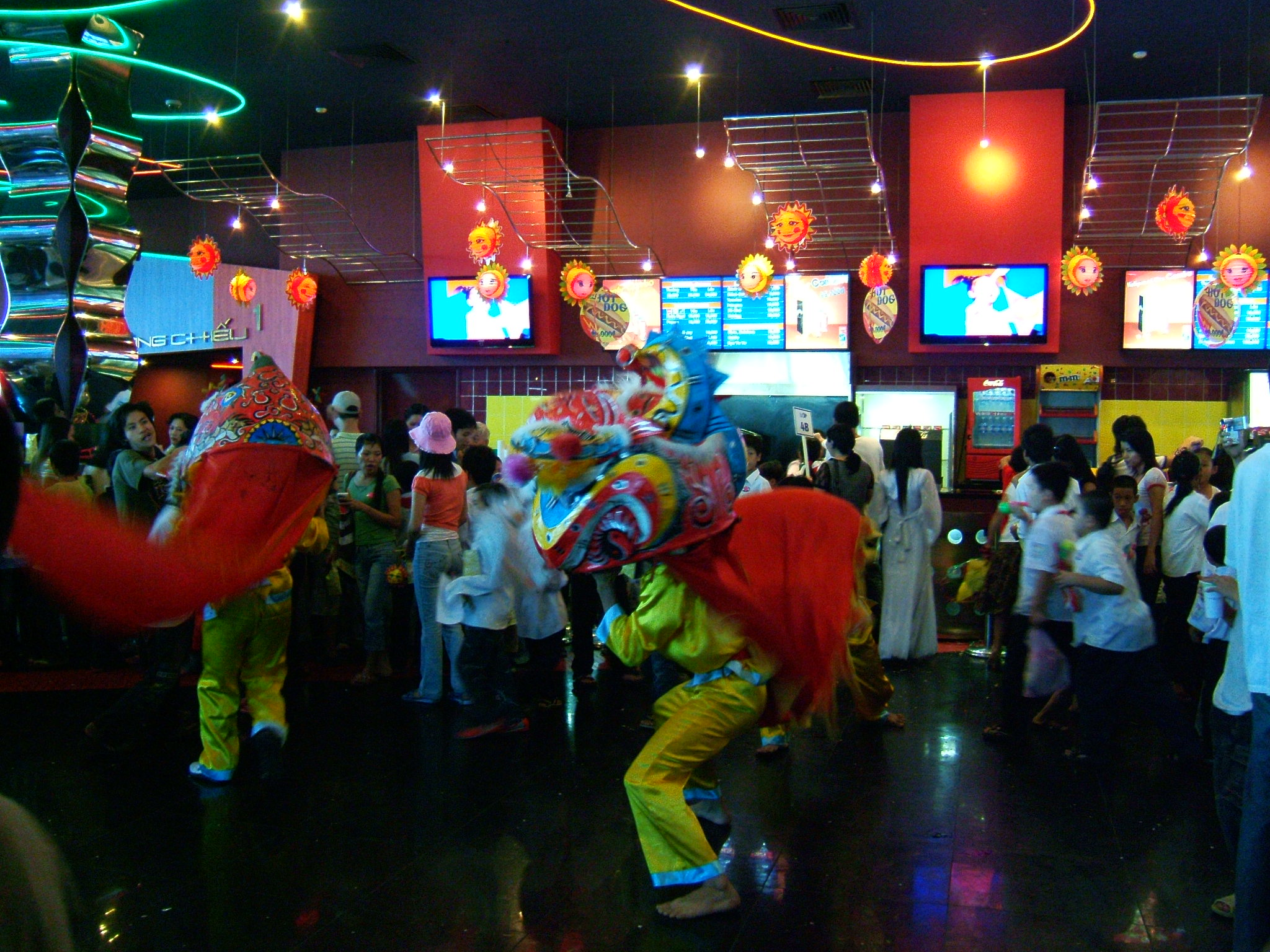
Múa lân trong Tết Trung Thu

### Bày cỗ

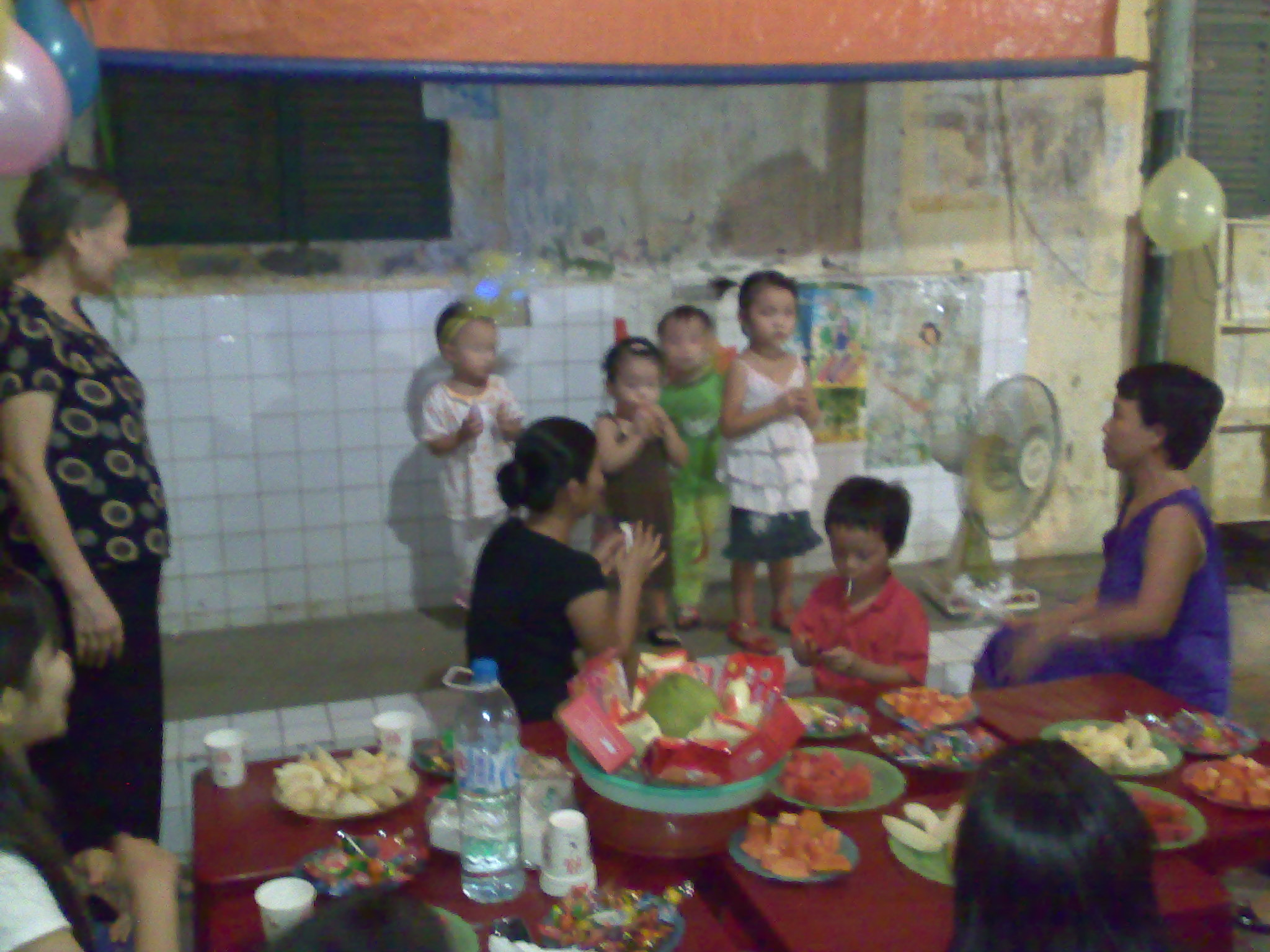
Các em nhỏ ở Hà Nội đang bày cỗ trông trăng

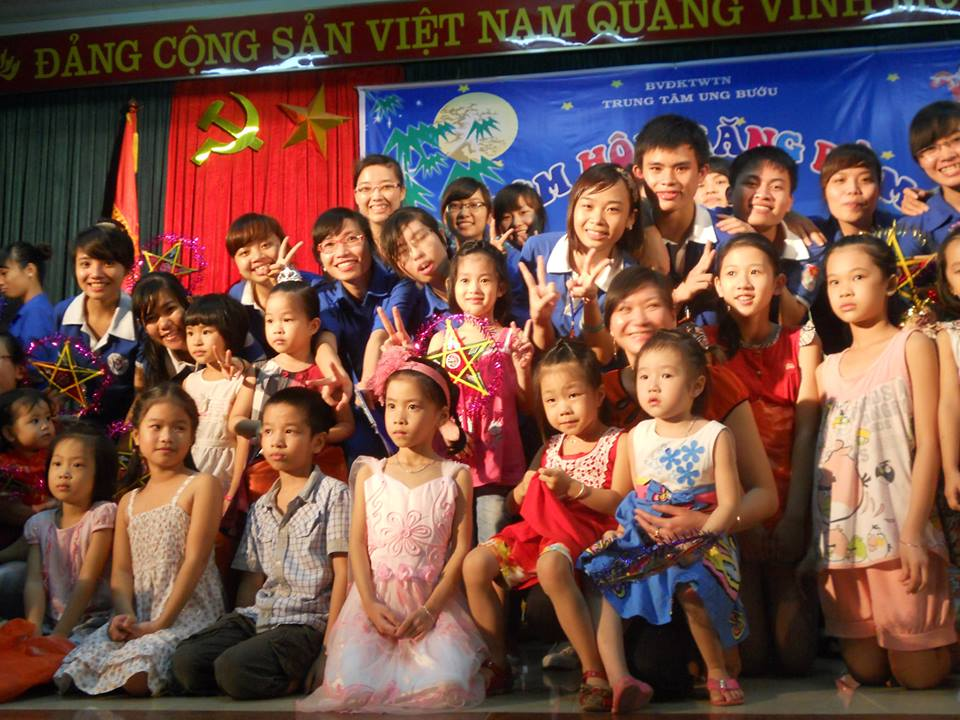
Trung thu tại Trung tâm ung bướu Thành phố Hồ Chí Minh với thanh niên tình nguyện và trẻ bị bệnh

### Các loại bánh trung thu

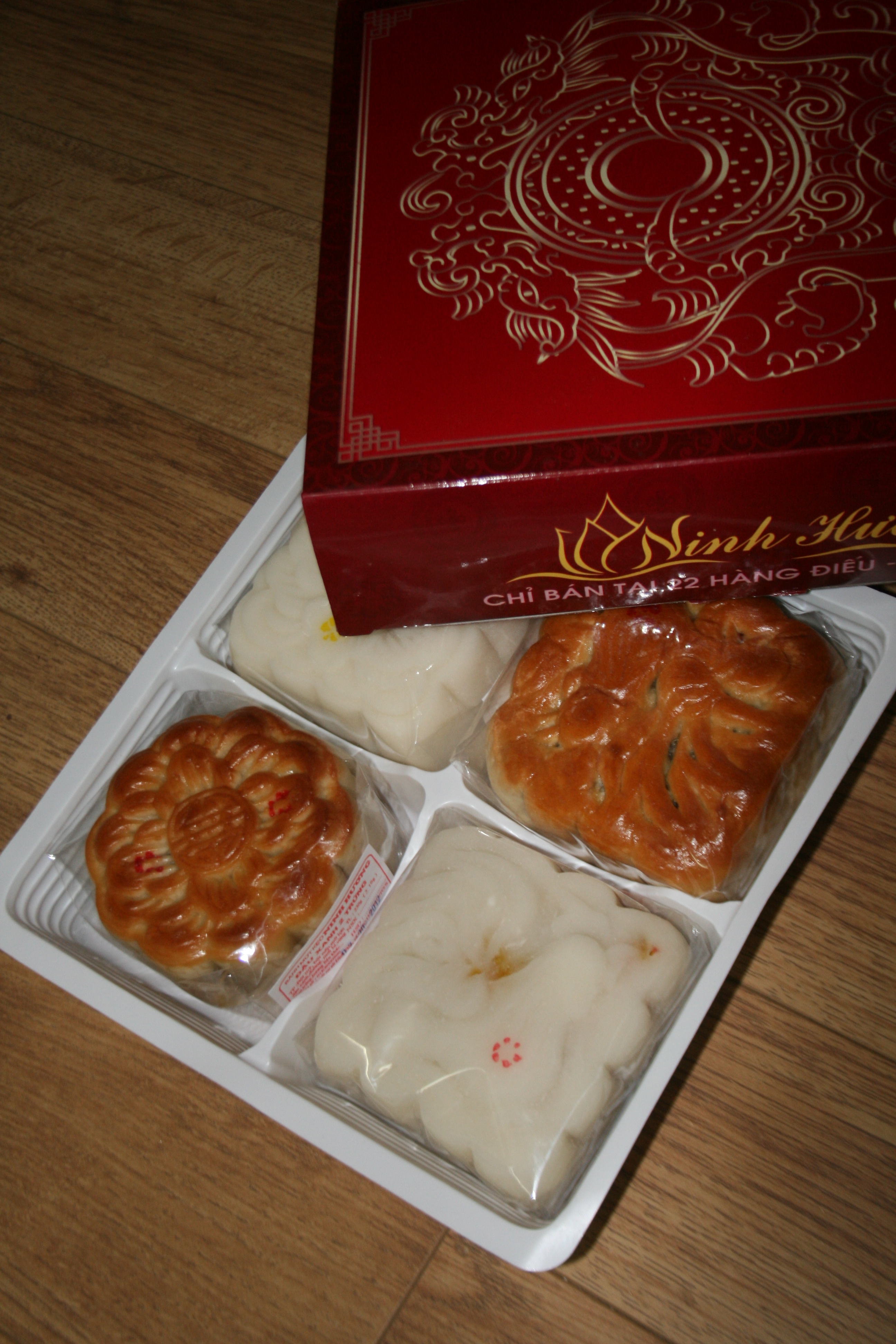
Hộp bánh nướng và bánh dẻo

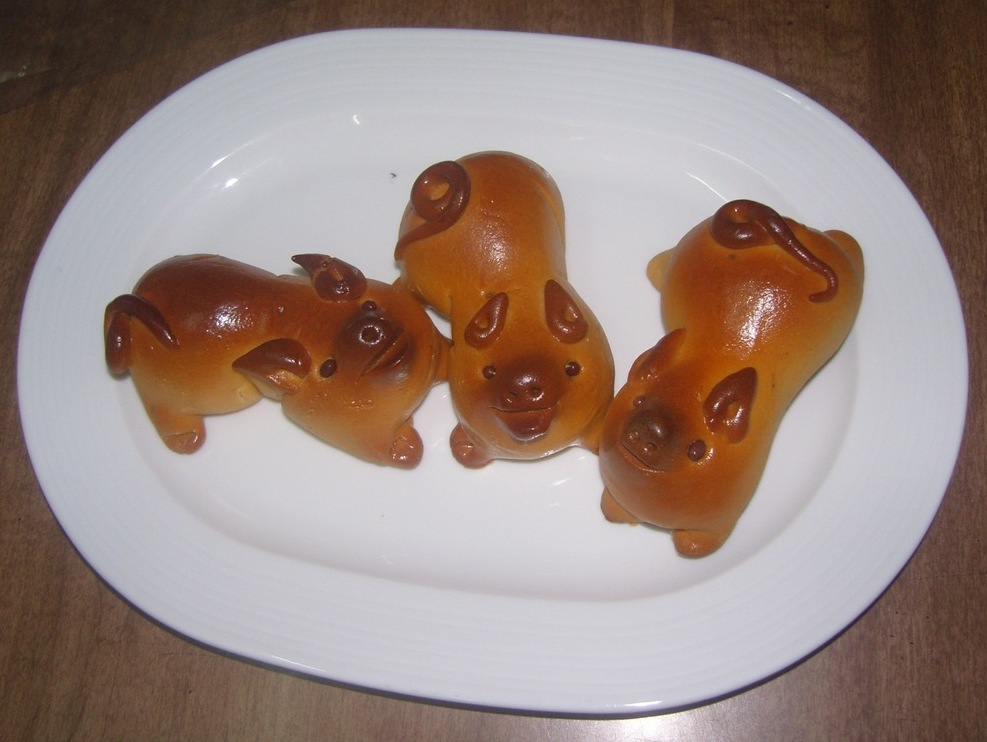
Bánh nướng hình con heo (lợn)

### Ngắm trăng

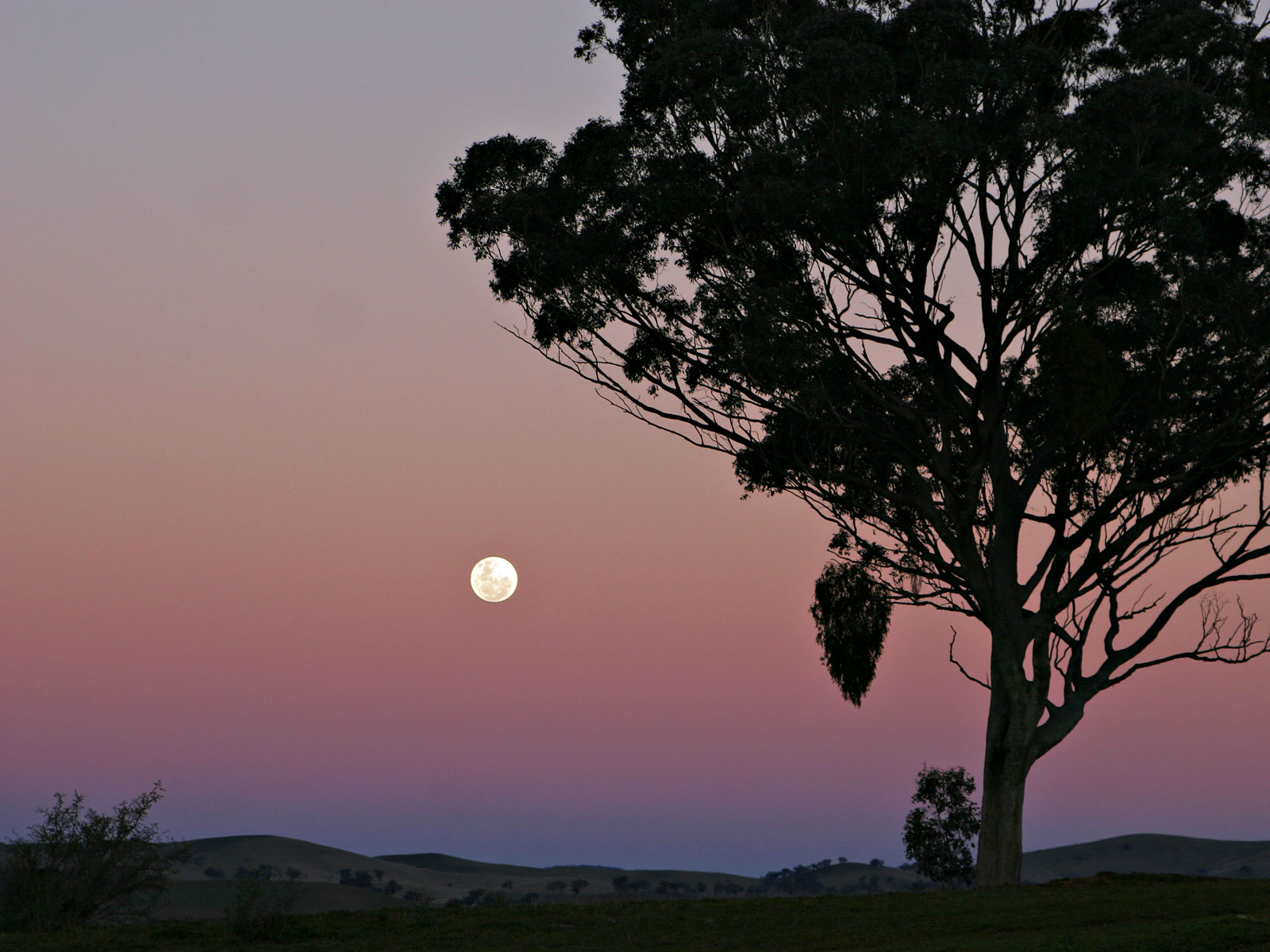
Ngắm Trăng rằm

#### Câu hát về Tết Trung thu

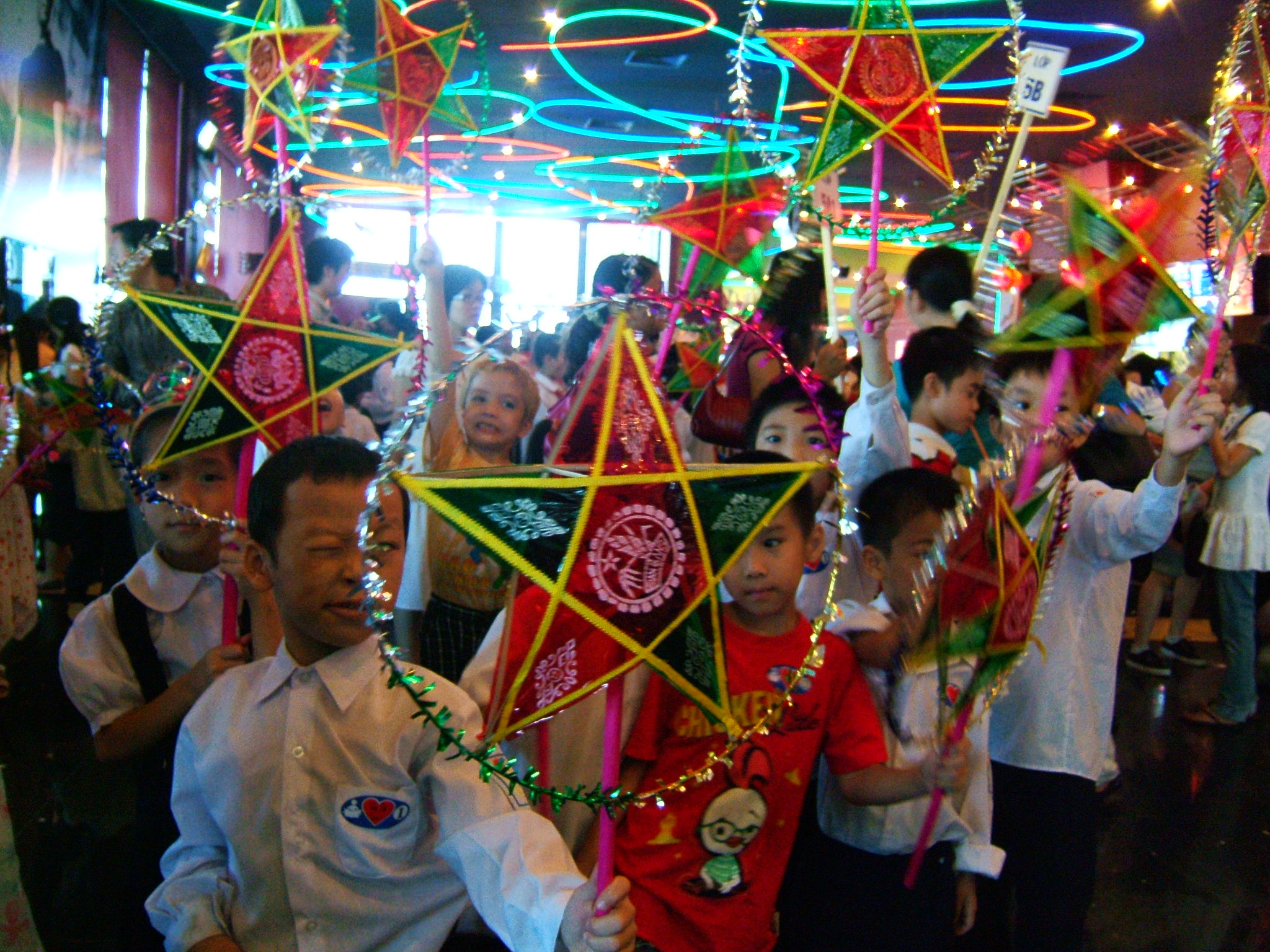
Đèn ông sao bằng giấy kính

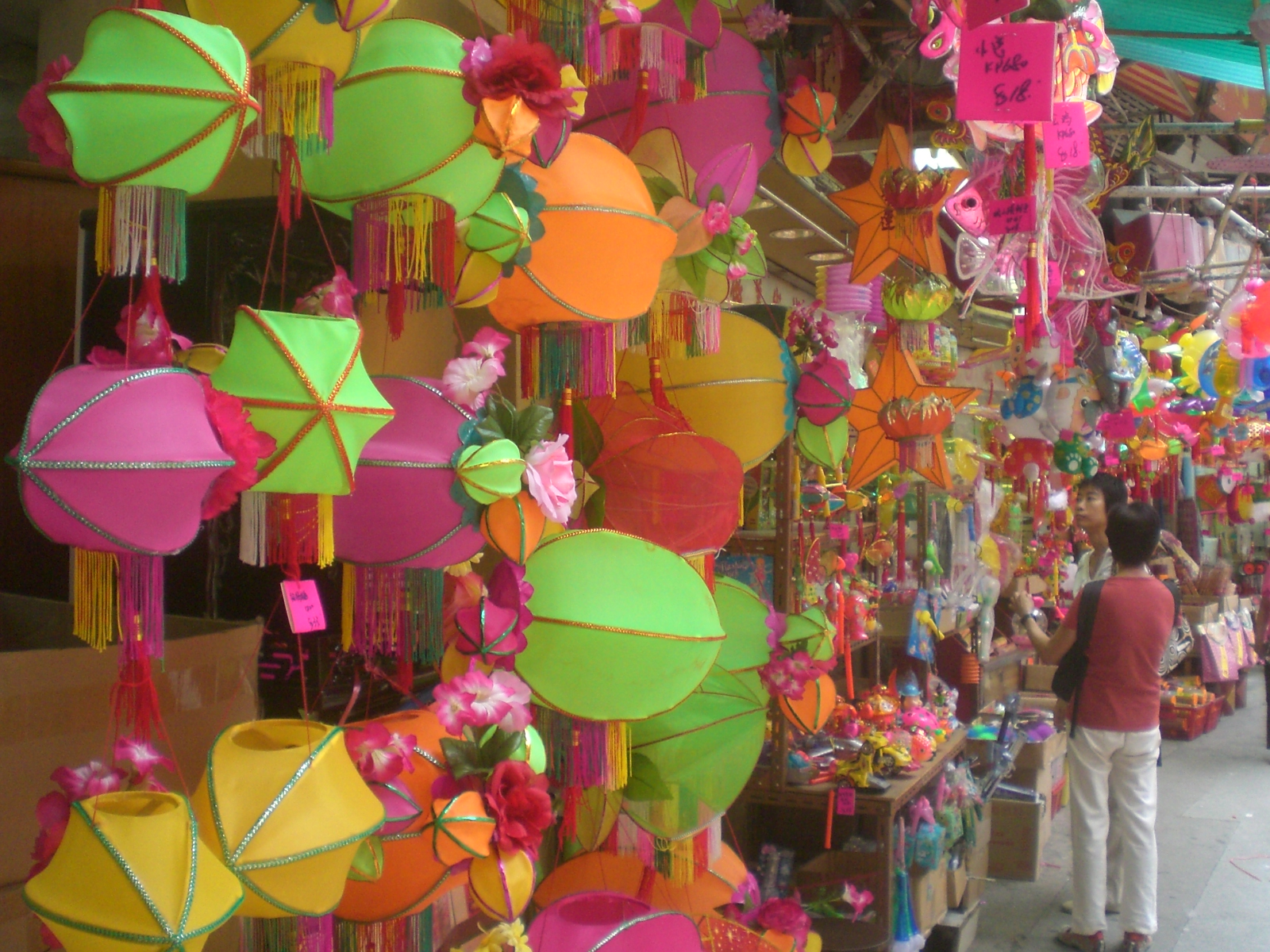
Các loại đèn lồng

## Tết Trung thu ở nước ngoài

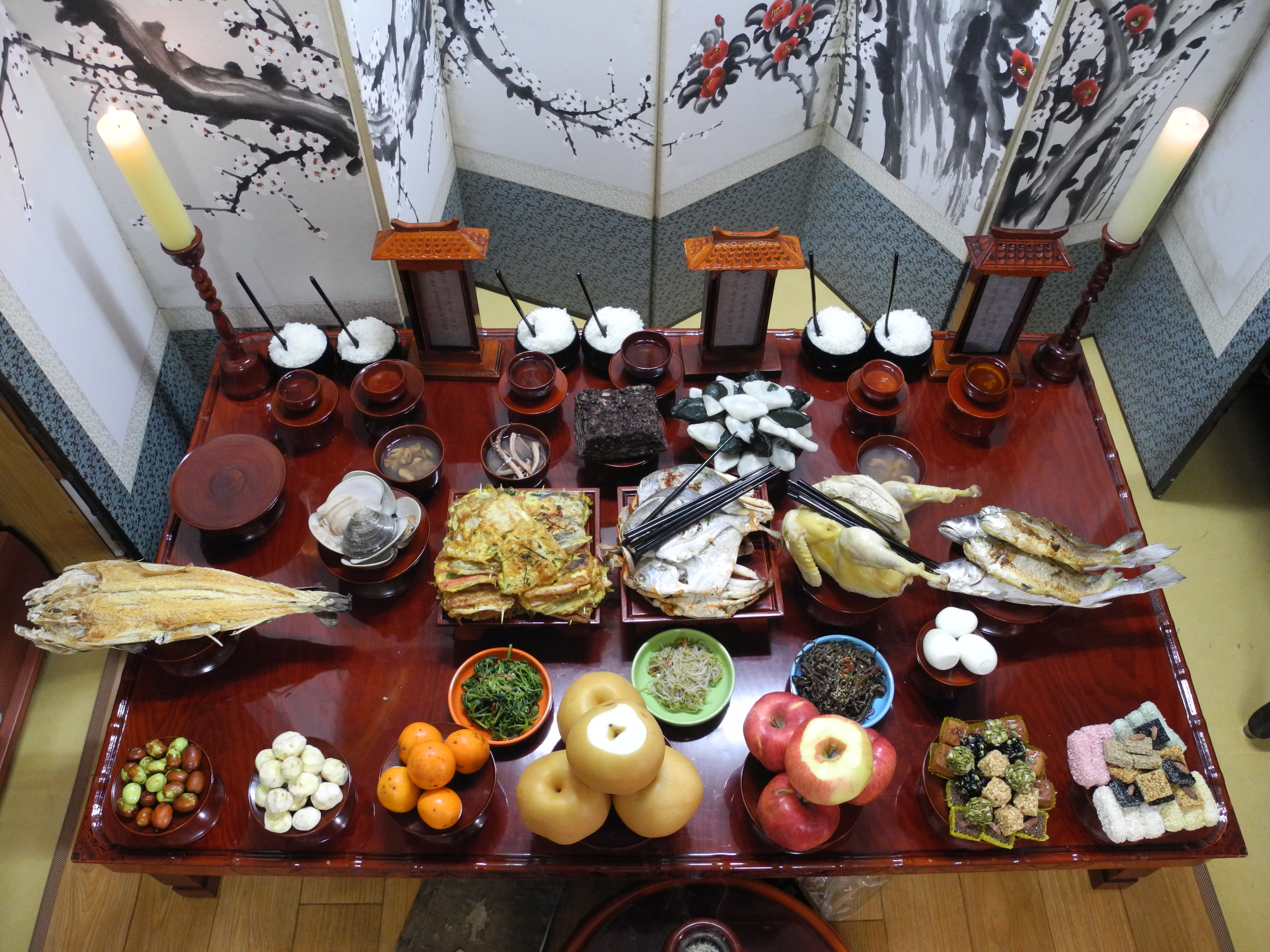
Bàn thờ ngày lễ Tạ ơn tại Hàn Quốc

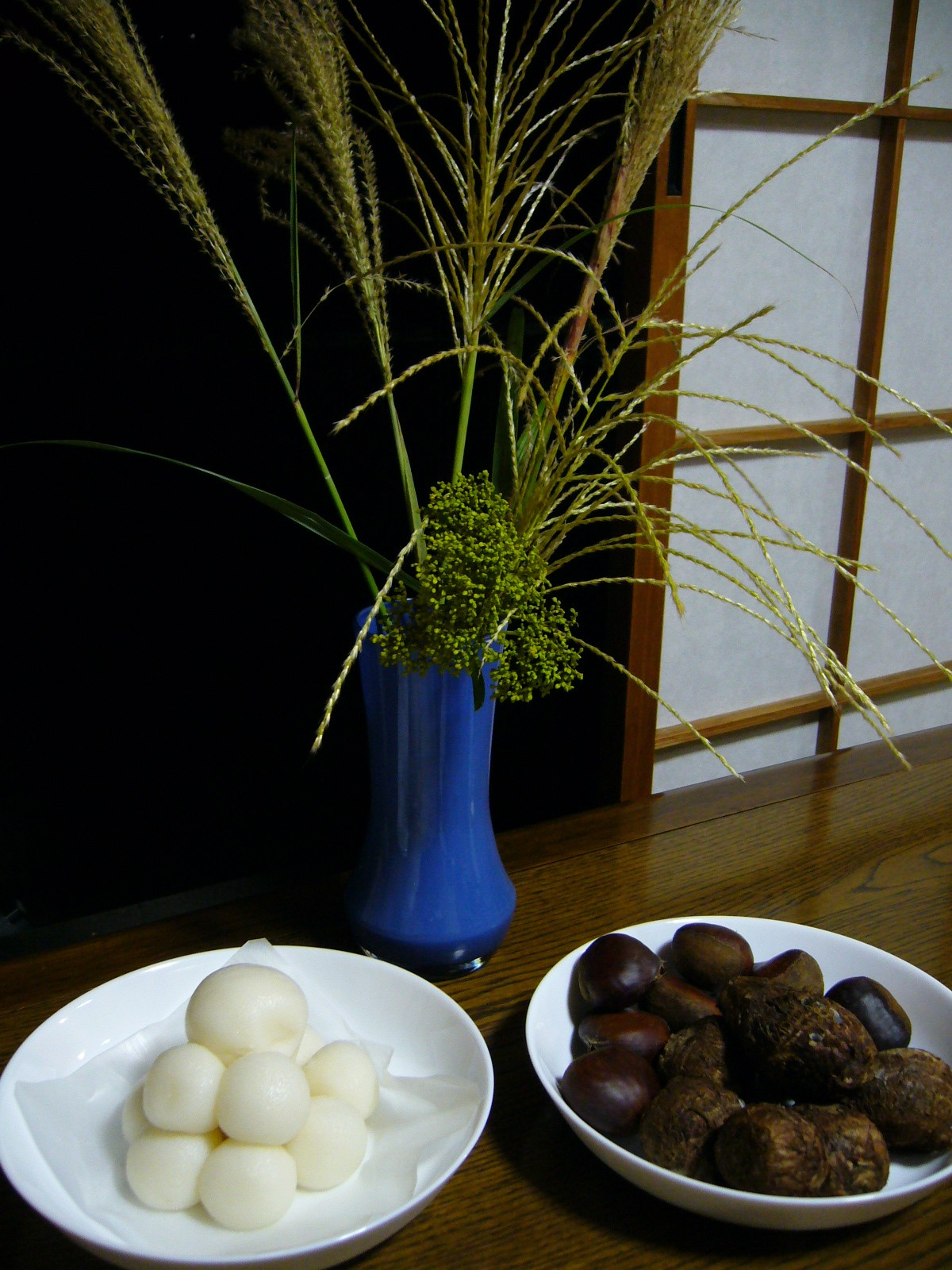
Mâm bánh Tsukimi dango (bên trái) cạnh bình cỏ susuki (chính giữa) và một đĩa hạt dẻ (bên phải) ở Nhật Bản

#### Hồng Kông và Ma Cao

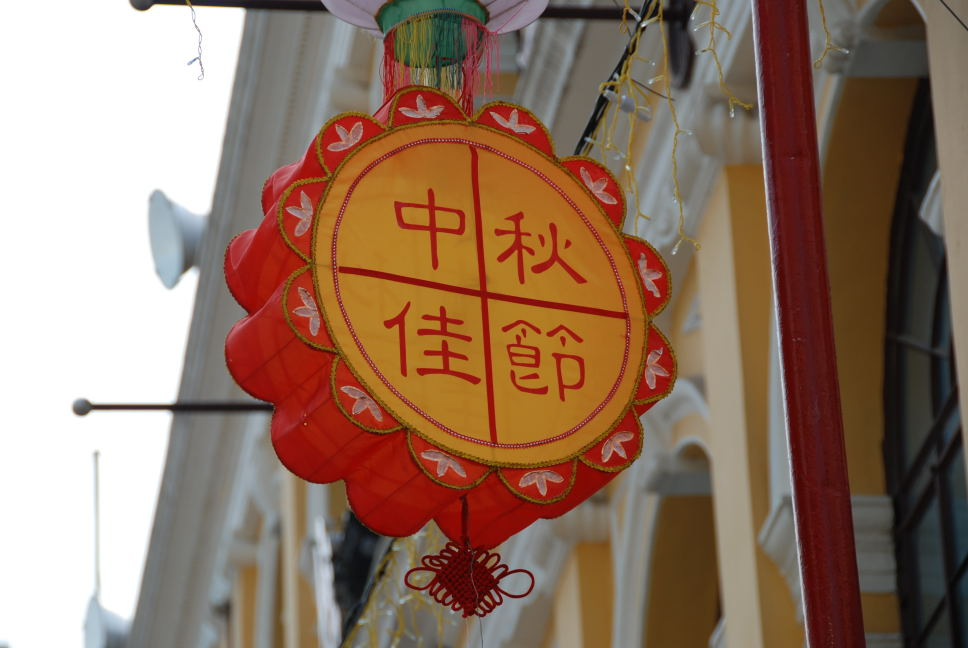
Đèn lồng tại Quảng trường Senado, Ma Cao

##### Lào

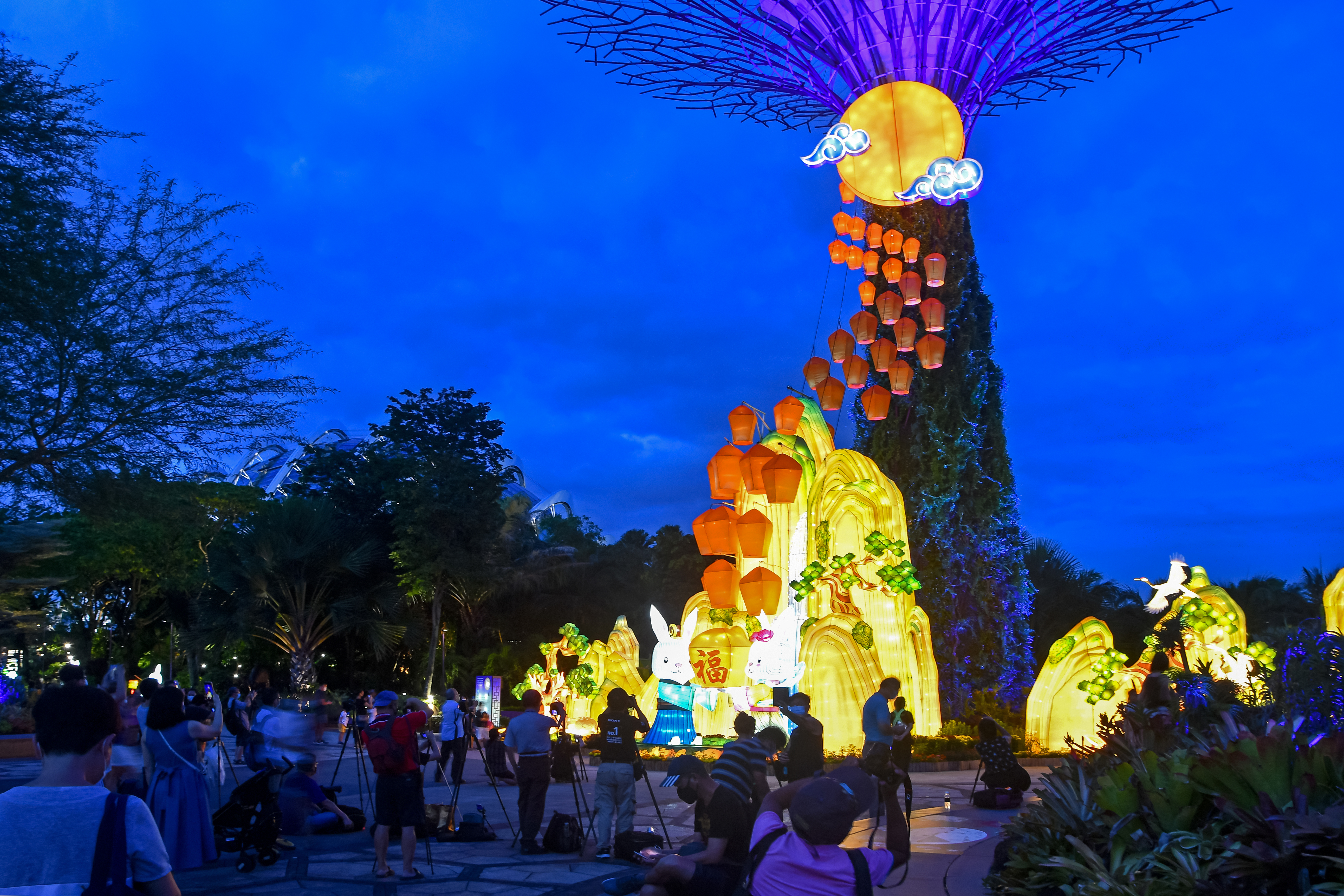
Trang trí Lễ Trung thu tại Vườn hoa Gardens by the Bay, Singapore.

##### Canada và Hoa Kỳ

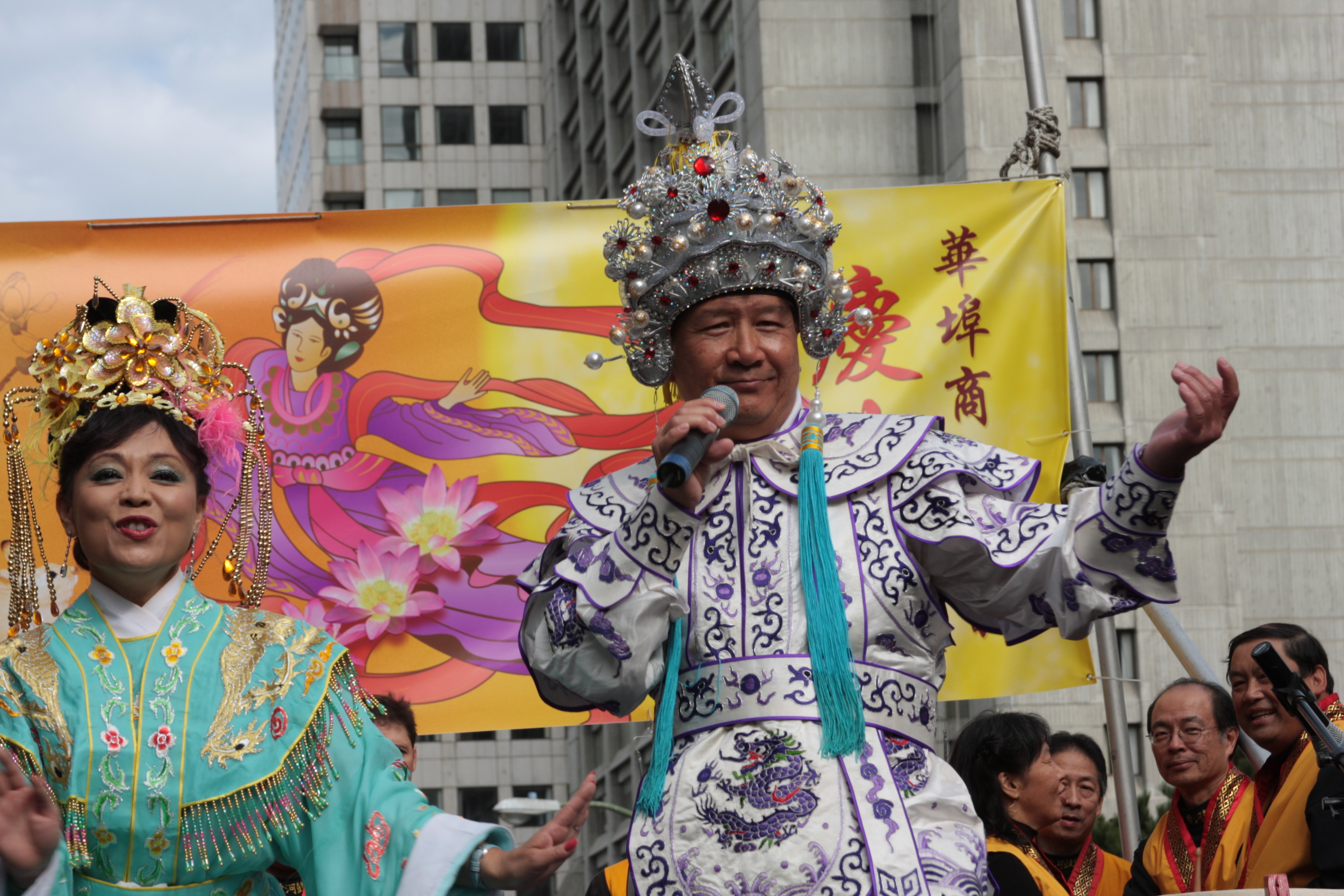
Lễ Trung Thu thu hoạch mùa thu tại Chinatown, San Francisco, 2007